# 衝突樂團
衝突樂團（The Fray）是一支美國搖滾樂團，2002年成立於丹佛。2005年發佈第一張專輯《How To Save A Life》後獲得巨大成功，在澳洲、加拿大、新西蘭和英國獲得美国唱片业协会（RIAA）“雙白金”銷量認證。首發單曲 “Over My Head (Cable Car)”在美國音樂榜上位列前10，第二首單曲“How to Save a Life”更使樂隊名聲傳遍全球，在各國榜單上都名列前茅。（美國公告牌百强单曲榜前3，澳洲、加拿大、愛爾蘭、意大利、西班牙，瑞典和英國排列單曲前5）

## 成員

### 現任成員
- Joe King – 主唱、吉他（2002–至今）
- Dave Welsh – 主奏吉他（2003–至今）
- Ben Wysocki – 鼓（2003–至今）

### 已離任成員
- Isaac Slade – 主唱、鋼琴（2002–2022）
- Mike Ayars – 吉他（2002–2004）
- Dan Battenhouse – 吉他（2002）
- Zach Johnson – 鼓（2002–2003）
- Caleb Slade – 主奏吉他（2002–2003）

### 演唱會成員
- Jeremy McCoy – bass guitar（2009–至今）

## 專輯

### 錄音室專輯
| 專輯               | 發佈日期      | 唱片公司     |
| ------------------ | ------------- | ------------ |
| How to Save a Life | 2005年9月13日 | Epic Records |
| The Fray           | 2009年2月3日  | Epic Records |
| Scars & Stories    | 2012年2月7日  | Epic Records |
| Helios             | 2014年2月25日 | Epic Records |

## 外部連結
- 官方網站（美國）
- The Fray 中文團名改為衝突樂團